# Symmoca sparsella
Symmoca sparsella – gatunek motyli z podrzędu Glossata i rodziny Autostichidae.
Gatunek ten opisany został w 1891 roku przez Josepha de Joannisa.
Motyl o szarobrązowych przednich skrzydłach z czterema poprzecznymi rządkami kropek. Samce charakteryzują narządy rozrodcze o walwach bez wyrostka grzbietowego, zakrzywiony sakulus, sięgający ponad górną krawędź walw oraz zawieszka z dwoma zaokrąglonymi wyrostkami.
Owad znany z Iraku, Syrii, Jordanii, Egiptu, Izraela, Libanu i Krety. Zasiedla suche, półpustynne środowiska o rzadkiej roślinności.